# Silvestre González (futbolista)
Silvestre González Diago (La Vall d'Uixó, Castellón, España; 8 de diciembre de 1958) fue un futbolista español que se desempeñaba como guardameta.

## Clubes
| Club         | País   | Año         |
| ------------ | ------ | ----------- |
| CD Castellón | España | 1978 - 1987 |